# Colonia Wilson (Uruguay)
Colonia Wilson es un pueblo ubicado en el departamento de San José, Uruguay, a la altura del kilómetro 39 de la Ruta Nacional Nro. 1.
Las principales actividades económicas que se realizan en este pueblo son la agricultura y la pesca. Durante todo el año los pescadores se ubican en la costa abasteciendo zonas próximas como Ciudad del Plata o la Ciudad de Libertad. Respecto a la agricultura, los cultivos destacados son la papa y la frutilla. Anualmente se realiza un festival en honor a la cosecha de la frutilla donde participan músicos y cantantes locales y nacionales.
En cuanto a los centros de enseñanza está la Escuela Rural número 76 y desde el año 2006 se puede cursar el ciclo básico en el pueblo gracias al local construido por el Consejo de Educación Secundaria.

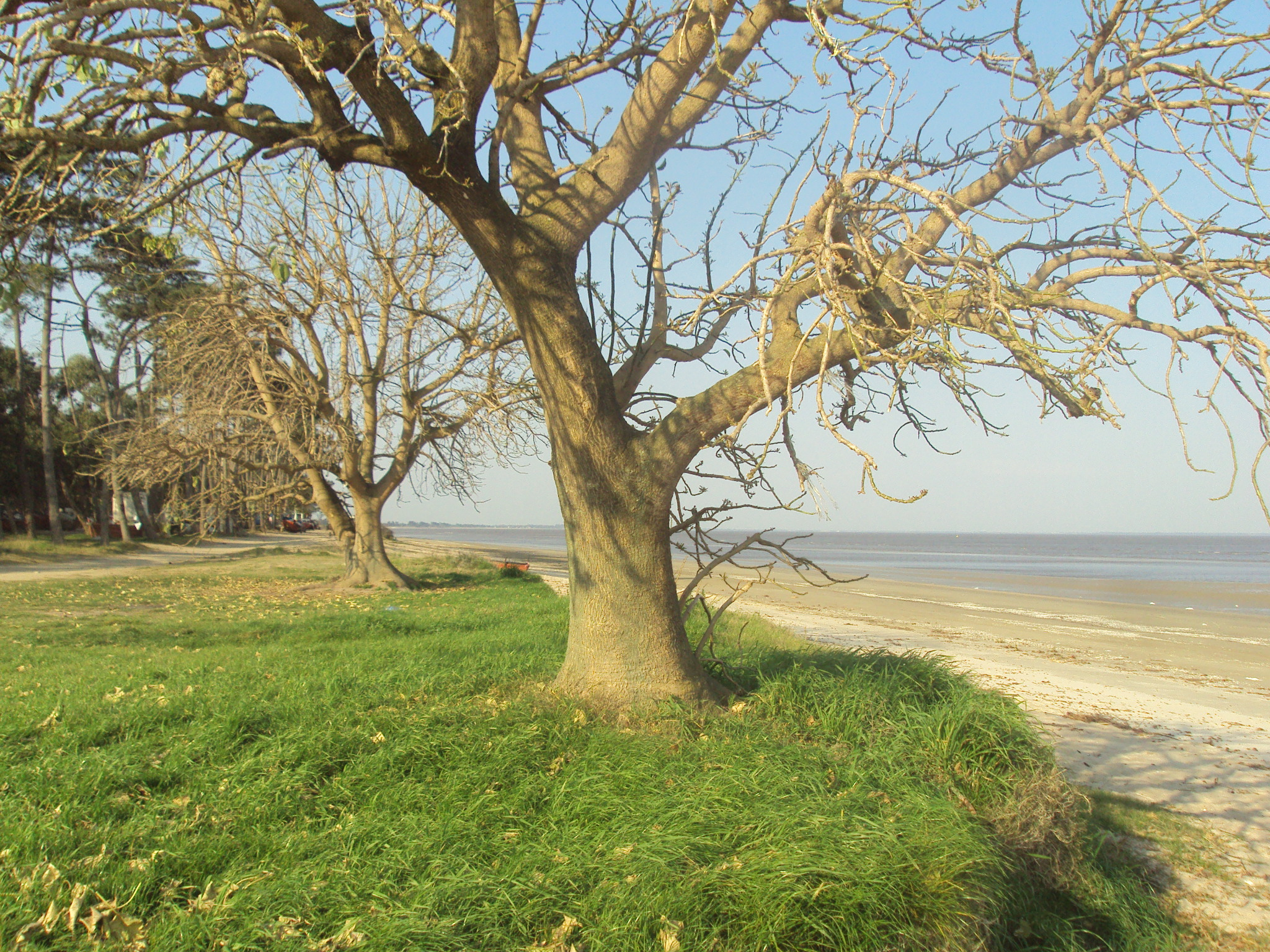
Costa hacia el Este

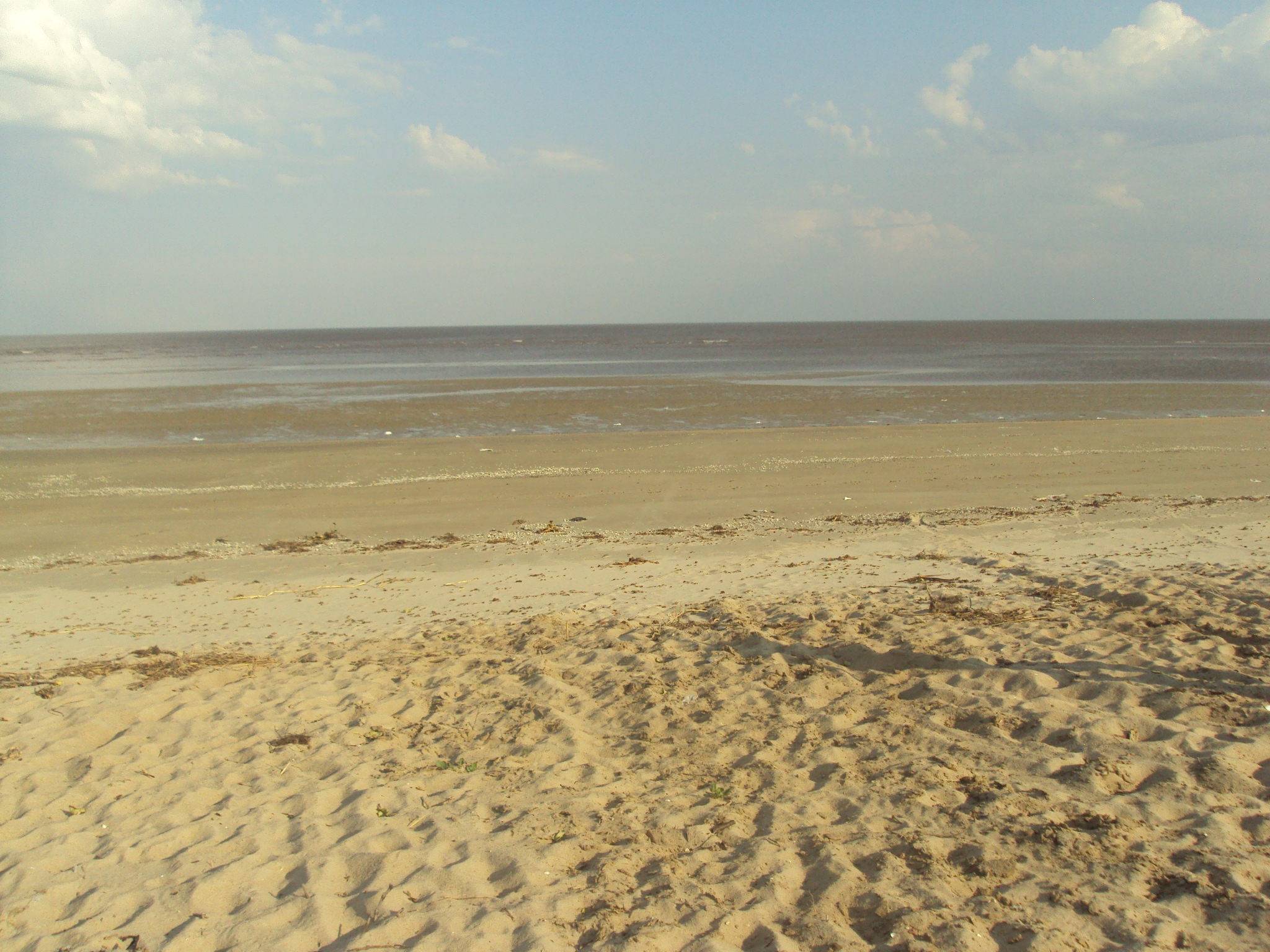
Playa con gran espacios de arenales.

## Central Térmica Punta de Tigre
Desde finales del año 2006 funciona la Central Térmica Punta del Tigre. Ésta se construyó con el objetivo de alejar al país del riesgo de desabastecimiento de energía eléctrica. La misma cuenta con las siguientes instalaciones:
- Turbinas de generación a gasoil o gas natural.
- Oleoducto y tanques de almacenamiento de gasoil.
- Gasoducto.
- Subestación y línea de alta tensión.
- Línea de alimentación de agua.

Debido a los buenos resultados que ha tenido la instalación de la Central, se realizó en 2019 una ampliación con el objetivo de aumentar la producción a unos 840 megavatios, convirtiéndola en la central eléctrica más grande del país.

## Proyecto Parque Costero
En el año 2011 se presentó un proyecto dirigido por UTE con el objetivo de mejorar la zona costera. Cuenta con una inversión de unos 1,5 millones de dólares planeándose construir un mejor acceso de los vehículos, servicios de baños, los que aún siguen siendo baños químicos al rayo del sol y vigilancia, estacionamiento, cancha de bochas y áreas de juegos. También bajo este proyecto se plantea mejorar la situación en la que se encuentran los pescadores, con la intención de construir una explanada con espacio para una 30 barcazas, espacios fijos y de protección no solo para las embarcaciones sino también para las familias de pescadores que allí viven. En 2020 aún sigue sin resolverse el tema para los pescadores.
|              |
| Embarcación. |

|                                                                                           |
| A la izquierda de la foto se puede observar el edificio de Secundaria construido en 2006. |

|                                                                              |
| Cartel iluminado que se encuentra en la entrada de la institución educativa. |

|                     |
| Iglesia del pueblo. |

|                |
| Bodega Resero. |

|                                   |
| Km. 39 de la Ruta Nacional N°. 1. |

|                                                                   |
| Monumento del Club de Leones en la costa sobre el Río de la Plata |

|                  |
| Pueblo pesquero. |

|                                                                                                 |
| Costa muy tranquila donde muchas personas cercanas al pueblo concurren a pescar por las tardes. |